# Лупа-Реча
Лупа-Реча (рум. Lupa-Recea) — село в Страшенском районе Молдавии. Наряду с селом Кодрянка входит в состав коммуны Кодрянка.

## География
Село расположено на высоте 269 метров над уровнем моря.

## Население
По данным переписи населения 2004 года, в селе Лупа-Реча проживает 499 человек (235 мужчин, 264 женщины).
Этнический состав села:
| Национальность | Число жителей | Процентный состав |
| -------------- | ------------- | ----------------- |
| молдаване      | 497           | 99.6              |
| украинцы       | 1             | 0.2               |
| русские        | 1             | 0.2               |
| Всего          | 499           | 100%              |

## Известные уроженцы
- Мустяцэ, Валерий Иванович (Епископ Пётр; род. 1967) — епископ Унгенский и Ниспоренский.